# Michael Volkmer (Künstler)
Michael Volkmer (* 1966 in Ludwigshafen) ist ein deutscher Künstler und Musiker.

## Leben und Werk

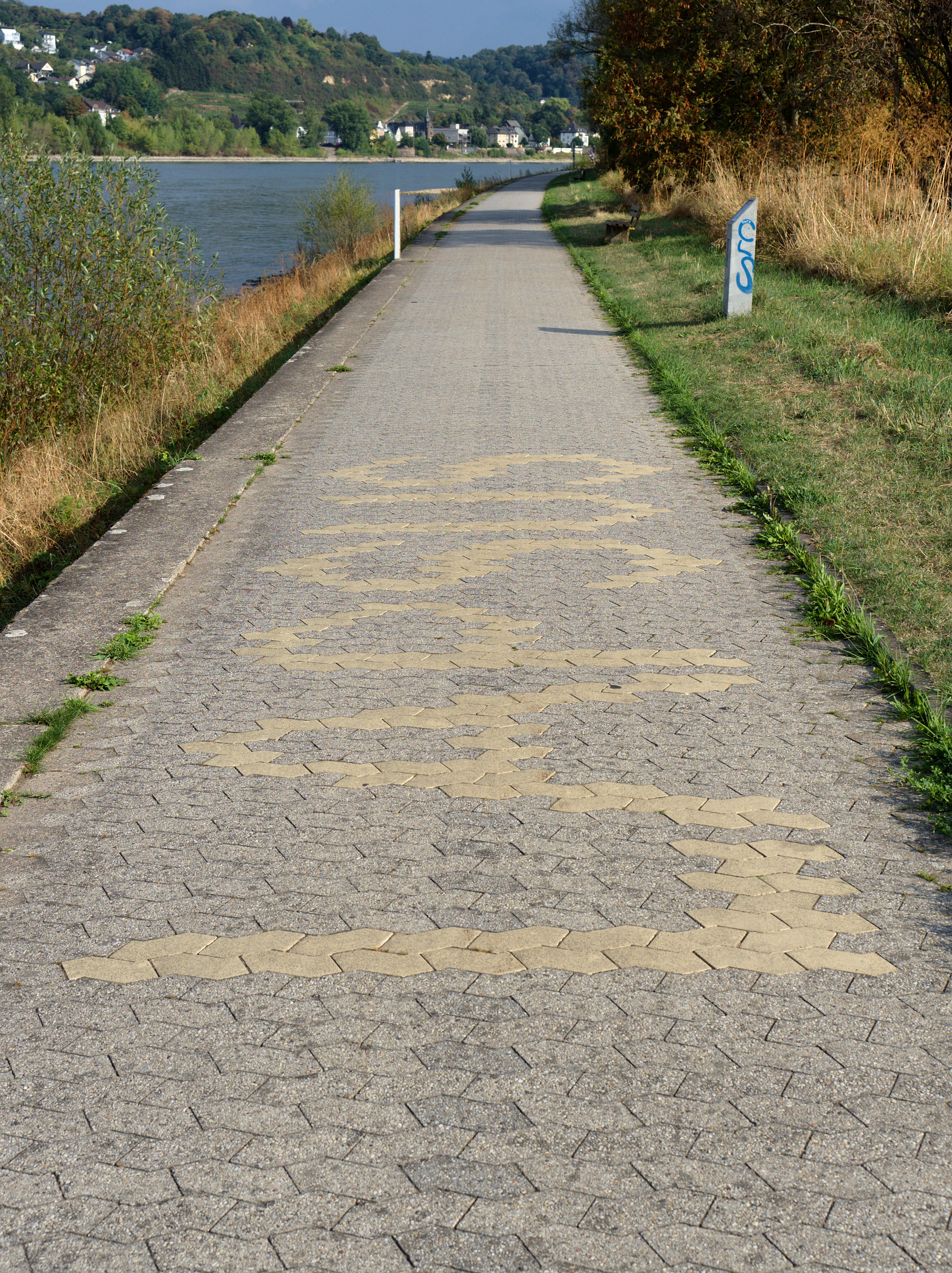
LAPSUS, Bodenarbeit am Skulpturenufer Remagen (2013)

Volkmer studierte von 1990 bis 1994 Freie Kunst an der Freien Akademie Rhein-Neckar in Mannheim. Hauptmerkmal seines Schaffens ist die subversive Verbindung sakraler und historischer Symbole mit profanen, zeitgenössischen, oft alltäglichen Elementen. Hierbei greift er auf eine große Bandbreite an Materialien und Techniken zurück. In seinen Installationen und Interventionen reflektiert Volkmer auf subversive und kritische Weise politische und gesellschaftliche Themen. In seiner Installation in der Frankenthaler Zwölf-Apostel-Kirche stoßen gotische Architektur und Konzernlogos wie selbstverständlich aufeinander. In Volkmers Werken ist die gleichzeitige Verwendung von so unterschiedlichen Techniken wie Stuckgips, Lack, Polystyrol, Betonguss und Lichtrosetten keine Seltenheit. Mit seiner künstlerischen Handschrift schafft Volkmer Verbindungen zwischen sehr gegensätzlich wirkenden Themen, Dingen und Techniken. Häufig arbeitet er mit seinen Installationen und bildhauerischen Arbeiten an der Schnittstelle von Kunst und sakralem Raum. Mit seiner Installation in der Festungskirche Ehrenbreitstein setzte er sich kritisch mit der Denkmalkultur des 19. Jahrhunderts auseinander.
Als Musiker ist Michael Volkmer seit 1984 Schlagzeuger der Ludwigshafener Punkbands die Wehrkraftzersetzer, Lønd Lørd’s Ønd und anderer Formationen.
1999 überlebte Volkmer einen schweren Verkehrsunfall. Ein weiterer Schicksalsschlag traf ihn im Jahr 2007, als durch Brandstiftung ein Großteil seines künstlerischen Werkes vernichtet wurde.

## Ausstellungen (Auswahl)
- 2023: Nation, Festungskirche Ehrenbreitstein[6]
- 2022: Flux4Art, Landesmuseum Mainz[7]
- 2018: Anonyme Zeichner, Galerie am Körnerpark, Berlin
- 2016: ERLÖSE ZAK, Frankenthal, Kultursommer RLP
- 2015: Conseil Cultural régionale de Bourgogne, Mainz
- 2015: Gehäuse A-2015, KunstKulturKirche Allerheiligen, Frankfurt a. M. (K)
- 2014: dich trifft keine Schuld (Schuh/Volkmer), Kunsthaus Galerie Raskolnikow Dresden (E)
- 2014: vertraue mir (Schuh/Volkmer) Kunstverein Bellevue-Saal Wiesbaden (E) (Katalog)
- 2014: DELTABEBEN Regionale 2014, Kunstverein und Wilhelm-Hack-Museum, Ludwigshafen
- 2010: drink, drive and pray, Mannheimer Kunstverein (K)
- 2002: Haus E, Klinikum Ludwigshafen, gemeinsam mit Eric Carstensen als superart.tv
- 1999: DROGE, Kunsthaus Essen

## Preise und Stipendien (Auswahl)

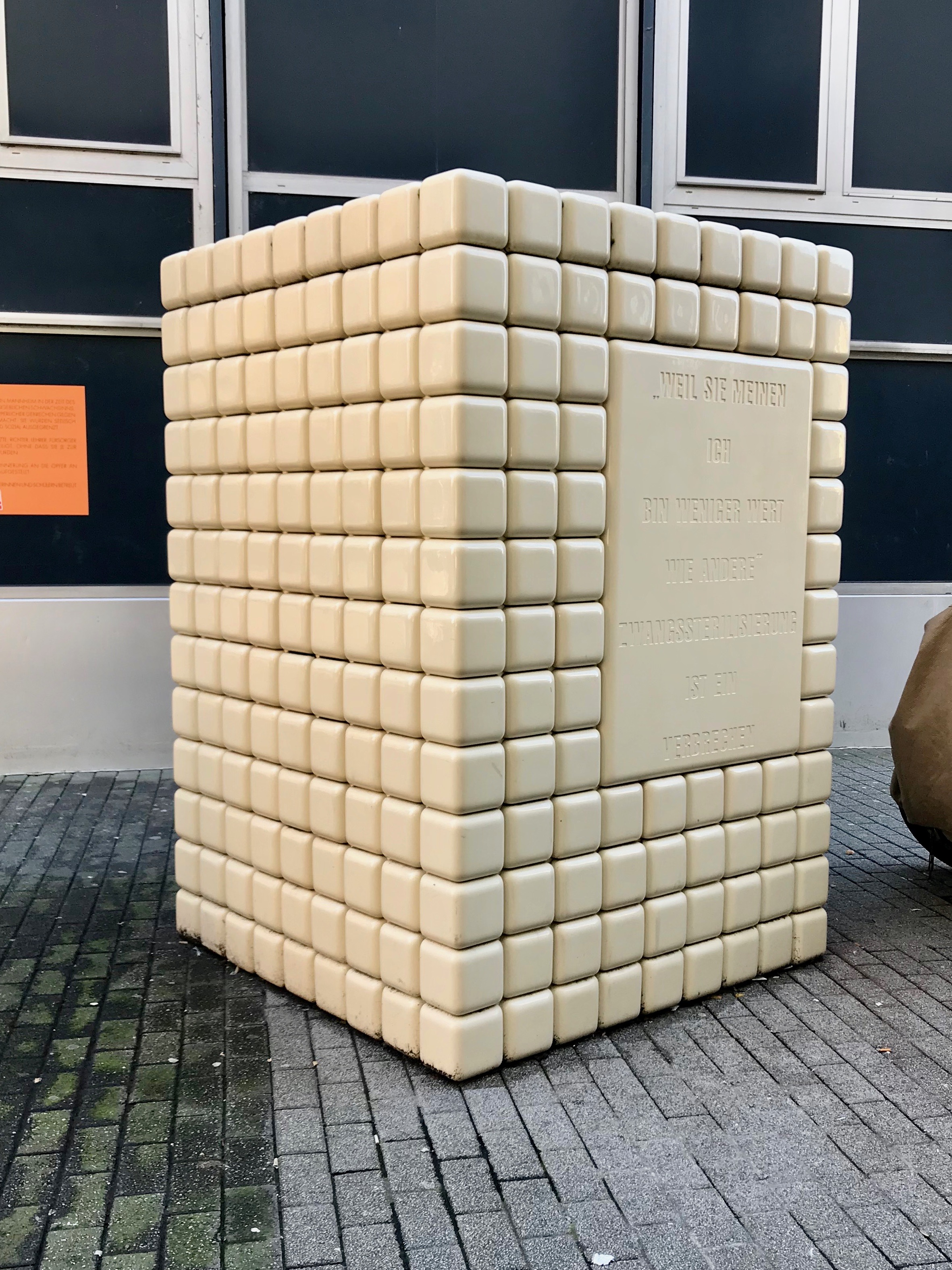
Das Mahnmal am Standort Fachbereich Gesundheit bzw. Jugendamt in Mannheim

- 2021: Stipendium Kulturwerk der BildKunst
- 2020: Projektstipendien 1–3 Rheinland-Pfalz
- 2019: Stipendium Kulturstiftung Rhein-Neckar-Kreis
- 2013: Mahnmal für die Opfer der Zwangssterilisation im Nationalsozialismus, Mannheim (1. Preis und Ausführung)
- 2010: Großer WeldeKunstpreis der Metropolregion Rhein-Neckar 2010
- 2009: Kunst am Bau 1. Preis und Ausführung – Johannes-Gutenberg-Universität, Mainz
- 2008: Förderstipendium EHF-Fond Konrad-Adenauer-Stiftung, Berlin
- 2007: Dilsberg-Stipendium der Kulturstiftung Rhein-Neckar Kreis
- 1999: Stipendium des Deutsch-Französischen Kulturrates
- 1998: Burgund-Stipendium des Landes Rheinland-Pfalz
- 1998: Förderpreis der Ludwig-Roos-Stiftung